# Paolo Alcócer
Paolo Andrés Alcócer Coca (Ansbach, 3 de septiembre de 2000) es un futbolista boliviano nacido en Alemania. Juega como defensa en Universitario de Vinto de la Primera División de Bolivia.
Nacido en Alemania, Alcocer es también elegible de representar los Estados Unidos y Bolivia.

## Biografía
Su abuelo es el exfutbolista Máximo Alcócer.

## Clubes

### Inferiores
| Club                     | País           | Año         |
| ------------------------ | -------------- | ----------- |
| Orlando City             | Estados Unidos | 2016 - 2017 |
| Charlotte Soccer Academy | Estados Unidos | 2018        |
| FC Kendall               | Estados Unidos | 2018        |
| Weston FC                | Estados Unidos | 2018 - 2019 |

### Profesional
| Club                   | País    | Año               |
| ---------------------- | ------- | ----------------- |
| Guabirá                | Bolivia | 2019              |
| Bolívar                | Bolivia | 2019 - 2020       |
| Aurora                 | Bolivia | 2021 - 2022       |
| Atlético Palmaflor     | Bolivia | 2023              |
| Universitario de Vinto | Bolivia | 2024 - actualidad |